# Daban Shuiku
Daban Shuiku är en reservoar i Kina. Den ligger i provinsen Anhui, i den östra delen av landet, omkring 250 kilometer söder om provinshuvudstaden Hefei. Daban Shuiku ligger 57 meter över havet. Arean är 0,19 kvadratkilometer. I omgivningarna runt Daban Shuiku växer i huvudsak blandskog. Den sträcker sig 0,8 kilometer i nord-sydlig riktning, och 0,7 kilometer i öst-västlig riktning.
Genomsnittlig årsnederbörd är 2 323 millimeter. Den regnigaste månaden är maj, med i genomsnitt 364 mm nederbörd, och den torraste är oktober, med 68 mm nederbörd.